# Lucien Nat
Pour les articles homonymes, voir Nat.
Lucien Maurice Natte dit Lucien Nat, né le 11 janvier 1895 dans le 16e arrondissement de Paris et mort le 23 juillet 1972 à Clichy-la-Garenne (Hauts-de-Seine), est un acteur français.

## Biographie
Dessinateur industriel avant d'être appelé sous les drapeaux, il est mobilisé en décembre 1914 au sein du 106e régiment d'infanterie. Parti en renfort aux armées le  14 avril 1915, le soldat Natte est fait prisonnier de guerre aux Éparges dès le 26 avril 1915. Interné à Wurtzbourg, il est rapatrié le 17 décembre 1918 et démobilisé en septembre 1919.
Se rêvant artiste peintre, il se voit contrarié dans sa vocation par ses parents, mais s'oriente alors vers le théâtre. Il débute dans la troupe de Jacques Copeau, puis il rejoint celle de Gaston Baty où, entre autres rôles, il joue Méphistophélès dans Faust, une pièce tirée de l'œuvre de Goethe ainsi que Raskolnikov dans l'adaptation de Crime et Châtiment écrite et mise en scène par Baty en 1933. Il poursuit sa carrière sur scène jusqu'à la fin des années 1960, alternant les rôles au théâtre et au cinéma.
En 1939, il est classé dans l'affectation spéciale en tant qu'artiste dramatique, le service des Beaux-arts l'ayant désigné pour l'action artistique à l'étranger.
Il apparaît au cinéma de 1932 à 1965 et à la télévision, dans des téléfilms et des séries, entre 1959 et 1972, parmi lesquels, à chaque extrémité de sa carrière,  deux adaptations aux Misérables de Victor Hugo, à savoir un film en 1934 (rôle de Montparnasse) et un feuilleton en 1972 (rôle de Mr Gillenormand).
Il a été marié à la comédienne Marie Déa de 1941 à 1952 puis à Anne Laviron (1921-2001).
Il poursuit pendant toute sa carrière son activité de peintre amateur.

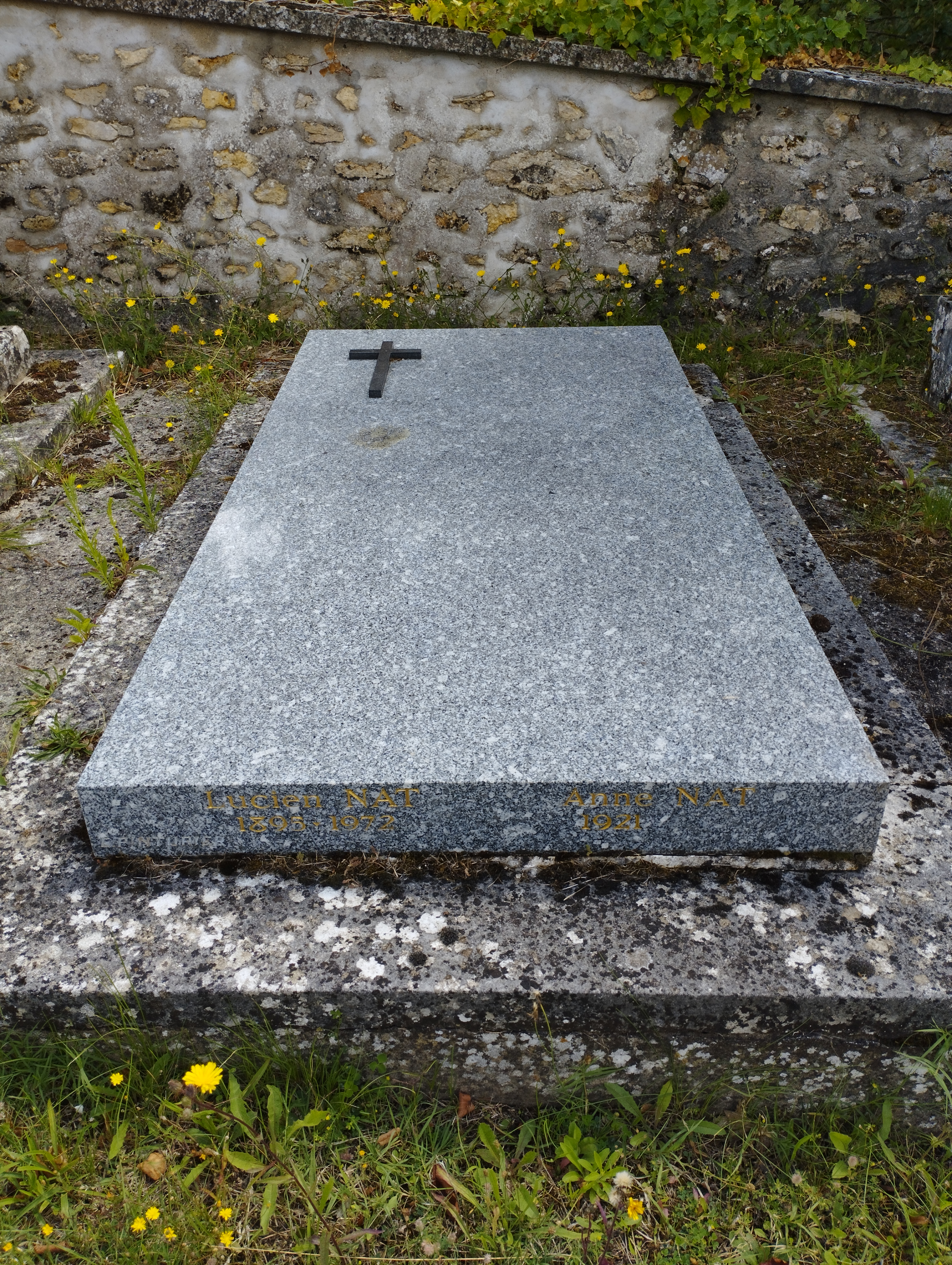
Tombe de Lucien Nat au cimetière de Chamarande.

Il est inhumé au cimetière de Chamarande (Essonne),

## Filmographie

### Cinéma
- 1931 : Deux bons copains d'Abel Jacquin (court-métrage)
- 1932 : Les Gaietés de l'escadron de Maurice Tourneur
- 1934 : Les Misérables de Raymond Bernard : Montparnasse
- 1937 : Forfaiture de Marcel L'Herbier
- 1938 : La Tragédie impériale de Marcel L'Herbier
- 1938 : Boissière de Fernand Rivers
- 1939 : Campement 13 de Jacques Constant
- 1939 : Le Corsaire de Marc Allégret - Film resté inachevé
- 1941 : Le Dernier des six de Georges Lacombe
- 1942 : Les affaires sont les affaires de Jean Dréville
- 1942 : Pontcarral, colonel d'Empire de Jean Delannoy
- 1943 : Le Capitaine Fracasse d'Abel Gance
- 1943 : Mermoz de Louis Cuny
- 1943 : Untel Père et Fils de Julien Duvivier
- 1943 : La Main de l'homme de Jean Tedesco et François Ardoin (court métrage)
- 1944 : Le Bossu de Jean Delannoy
- 1946 : Martin Roumagnac de Georges Lacombe
- 1946 : Patrie, de Louis Daquin
- 1948 : Rocambole de Jacques de Baroncelli (1re époque) : Andrea
- 1948  : La Revanche de Baccarat de Jacques de Baroncelli (2e époque) : Andrea
- 1948 : Neuf garçons, un cœur de Georges Friedland
- 1949 : Retour à la vie, film à sketches (réalisateurs divers), segment Le Retour de Tante Emma d'André Cayatte
- 1949 : Le Parfum de la dame en noir de Louis Daquin
- 1952 : Nous sommes tous des assassins d'André Cayatte
- 1952 : Violettes impériales de Richard Pottier
- 1953 : Le Dernier Robin des Bois d'André Berthomieu : Antoine Lévêque
- 1954 : Si Versailles m'était conté... de Sacha Guitry
- 1955 : Le Dossier noir d'André Cayatte
- 1955 : Si Paris nous était conté de Sacha Guitry
- 1957 : Reproduction interdite (ou Meurtre à Montmartre) de Gilles Grangier
- 1957 : Police judiciaire de Maurice de Canonge : Inspecteur Lanoux
- 1959 : Sans tambour ni trompette (Die Gans von Sedan) de Helmut Käutner
- 1961 : Les Amours célèbres, film à sketches de Michel Boisrond, segment Jenny de Lacour
- 1961 : Le Petit Garçon de l'ascenseur de Pierre Granier-Deferre : Le président
- 1962 : Climats de Stellio Lorenzi
- 1962 : Thérèse Desqueyroux de Georges Franju
- 1964 : Les Amitiés particulières de Jean Delannoy
- 1965 :  Passeport diplomatique agent K 8 de Robert Vernay : le professeur Wilkowski

### Télévision
- 1958 : La caméra explore le temps, épisode Le Mystérieux Enlèvement du sénateur Clément de Ris
- 1959 : La caméra explore le temps, épisode Le véritable Aiglon
- 1959 : Les Cinq Dernières Minutes, épisode Le Grain de sable de Claude Loursais
- 1959 : Marie Stuart de Stellio Lorenzi (d'après Friedrich Schiller) : Shrewsbury
- 1962 : La caméra explore le temps, épisode L'Affaire du collier de la reine
- 1962 : L'inspecteur Leclerc enquête, épisode Un mort sans portefeuille de Yannick Andreï
- 1965 : Dom Juan ou le Festin de pierre de Marcel Bluwal (téléfilm) : Dom Luis
- 1965 : Le Mystère de la chambre jaune de Jean Kerchbron  : Stangerson
- 1965 : Le train bleu s'arrête 13 fois, épisode Marseille, choc en retour de Michel Drach
- 1967 : Le Fabuleux Grimoire de Nicolas Flamel, épisode de la série  Le Tribunal de l'impossible de Guy Lessertisseur
- 1968 : Le Tribunal de l'impossible de Michel Subiela (série télévisée) (épisode Nostradamus alias Le Prophète en son pays) de Pierre Badel : Gondolfi
- 1970 : Le Fauteuil hanté de Pierre Bureau
- 1971 : Les Cent Livres : Le Nœud de vipères de Serge Moati
- 1971 : Les Enquêtes du commissaire Maigret de Marcel Cravenne, épisode Maigret aux assises : le président du tribunal
- 1972 : Les Misérables  de Marcel Bluwal : M. Gillenormand

## Théâtre
- 1921 : La Dauphine de François Porché, Théâtre du Vieux-Colombier
- 1922 : Les Plaisirs du hasard de René Benjamin, mise en scène Jacques Copeau, Théâtre du Vieux-Colombier
- 1922 : La Princesse Turandot de Carlo Gozzi, mise en scène Jacques Copeau, Théâtre du Vieux-Colombier
- 1930 : L'Opéra de quat'sous de Bertolt Brecht, mise en scène Gaston Baty, Théâtre Montparnasse
- 1933 : Crime et Châtiment d'après Fiodor Dostoïevski, mise en scène Gaston Baty, Théâtre Montparnasse
- 1934 : Prosper de Lucienne Favre, mise en scène Gaston Baty, Théâtre Montparnasse
- 1935 : Hommage des acteurs à Pirandello : Comme tu me veux de Luigi Pirandello, Théâtre des Mathurins
- 1938 : Arden de Feversham de Henri-René Lenormand, mise en scène Gaston Baty, Théâtre Montparnasse
- 1942 : Sodome et Gomorrhe de Jean Giraudoux, mise en scène Georges Douking, Théâtre Hébertot
- 1943 : Cristobal de Charles Exbrayat, mise en scène Jean Darcante, Théâtre Montparnasse
- 1945 : La Mégère apprivoisée de Shakespeare, mise en scène Gaston Baty, Théâtre Montparnasse
- 1947 : Le Juge de Malte de Denis Marion, mise en scène Maurice Cazeneuve, Théâtre Montparnasse
- 1947 : Messaline de Claude Vermorel, mise en scène Georges Douking, Théâtre Pigalle
- 1949 : Le Roi pêcheur de Julien Gracq, mise en scène Marcel Herrand, Théâtre Montparnasse
- 1949 : Das Kapital de Curzio Malaparte, mise en scène Pierre Dux, Théâtre de Paris
- 1950 : L'Affaire Fualdès de Denis Marion, mise en scène Georges Douking, Théâtre du Vieux Colombier
- 1951 : Dominique et Dominique de Jean Davray, mise en scène Raymond Rouleau, Théâtre Michel
- 1952 : La Maison de poupée d'Henrik Ibsen, mise en scène Jean Mercure, Comédie Caumartin
- 1954 : N'importe quoi pour elle de Steve Passeur, mise en scène Georges Douking, Théâtre Gramont
- 1954 : La Condition humaine d'André Malraux, mise en scène Marcelle Tassencourt, Théâtre Hébertot
- 1955 : La Mouette d'Anton Tchekhov, mise en scène André Barsacq, Théâtre de l'Atelier
- 1956 : Les Étendards du roi de Costa du Rels, mise en scène Marcelle Tassencourt, Théâtre du Vieux Colombier, Théâtre Hébertot
- 1957 : Le Pain blanc de Claude Spaak, mise en scène Yves Brainville, Théâtre du Vieux-Colombier
- 1957 : Le Jeu de la vérité de José Luis de Vilallonga, mise en scène Pierre Valde, Théâtre du Gymnase
- 1957 : Faust de Goethe, mise en scène Gaston Baty, Théâtre Montparnasse
- 1958 : La Maison des cœurs brisés de George Bernard Shaw, mise en scène Ariane Borg & Michel Bouquet, Théâtre de l'Œuvre
- 1958 : L'Homme de guerre de François Ponthier, mise en scène Marcelle Tassencourt, Comédie de Paris
- 1960 : Madame, je vous aime de Serge Veber, mise en scène Guy Lauzin, Théâtre Daunou
- 1960 : Le Signe du feu de Diego Fabbri, mise en scène Marcelle Tassencourt, Théâtre Hébertot
- 1962 : L'Otage de Paul Claudel, mise en scène Bernard Jenny, Théâtre du Vieux-Colombier
- 1962 : Le Pain dur de Paul Claudel, mise en scène Bernard Jenny, Théâtre du Vieux-Colombier
- 1962 : Le Père humilié de Paul Claudel, mise en scène Bernard Jenny, Théâtre du Vieux-Colombier
- 1965 : Le Repos du septième jour de Paul Claudel, mise en scène Pierre Franck, Théâtre de l'Œuvre
- 1969 : 7 + quoi ? de François Billetdoux, Théâtre du Gymnase